# 瓦兹河畔博朗
瓦兹河畔博朗（法語：Boran-sur-Oise，法語發音：[bɔʁɑ̃ syʁ waz]）是法国瓦兹省的一个市镇，位于该省南部，属于桑利斯区。

## 地理
瓦兹河畔博朗（49°9'58"N, 2°21'32"E）面积11.25 平方千米，位于法国上法蘭西大區瓦兹省，该省份为法国北部内陆省份，北起索姆省，西接厄尔省和滨海塞纳省，南至塞纳-马恩省和瓦兹河谷省，东临埃纳省。
与瓦兹河畔博朗接壤的市镇（或旧市镇、城区）包括：瓦兹河畔普雷西、泰勒地区克鲁伊、古维约、拉莫尔莱、莫朗格勒、瓦兹河畔阿涅尔、瓦兹河畔布吕耶尔。

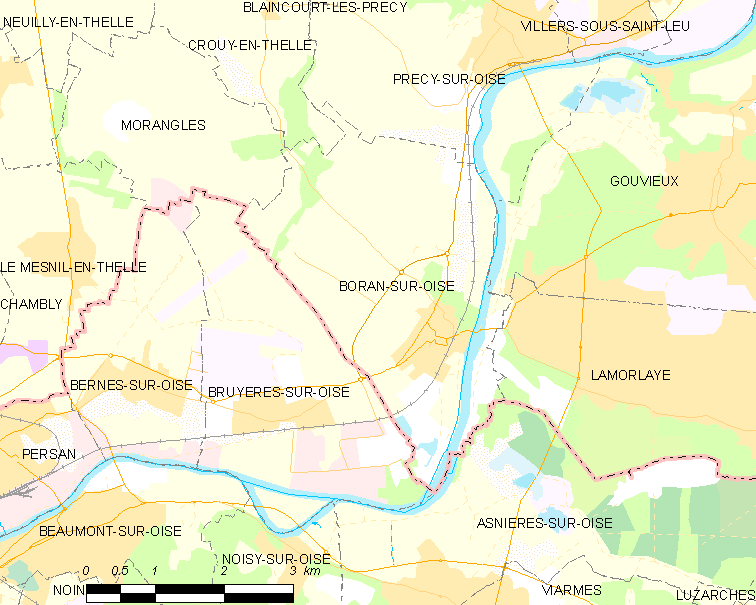
瓦兹河畔博朗的OSM定位图

瓦兹河畔博朗的时区为UTC+01:00、UTC+02:00（夏令时）。

## 行政
瓦兹河畔博朗的邮政编码为60820，INSEE市镇编码为60086。

## 政治
瓦兹河畔博朗所属的省级选区为尚蒂伊县。

## 人口

1962-2008年间瓦兹河畔博朗人口变化图示

瓦兹河畔博朗于2022年1月1日时的人口数量为2135人。